# Éveline Toillon
 (juin 2015).
Si vous disposez d'ouvrages ou d'articles de référence ou si vous connaissez des sites web de qualité traitant du thème abordé ici, merci de compléter l'article en donnant les références utiles à sa vérifiabilité et en les liant à la section « Notes et références ».
Éveline Toillon, née le 7 septembre 1934, est une historienne française de Besançon, capitale de la Franche-Comté. Elle est rédactrice de nombreux ouvrages de référence sur l'histoire de Besançon et sur le patrimoine de Besançon.  

## Biographie
Éveline Toillon est vice-présidente de l’association Renaissance du Vieux Besançon et membre de l’Académie des Sciences, Belles-Lettres et Arts de Besançon et de Franche-Comté. Passionnée par l'histoire de cette ville, elle a rédigé une douzaine d'ouvrages sur son sujet de prédilection.